# Rosedale Abbey

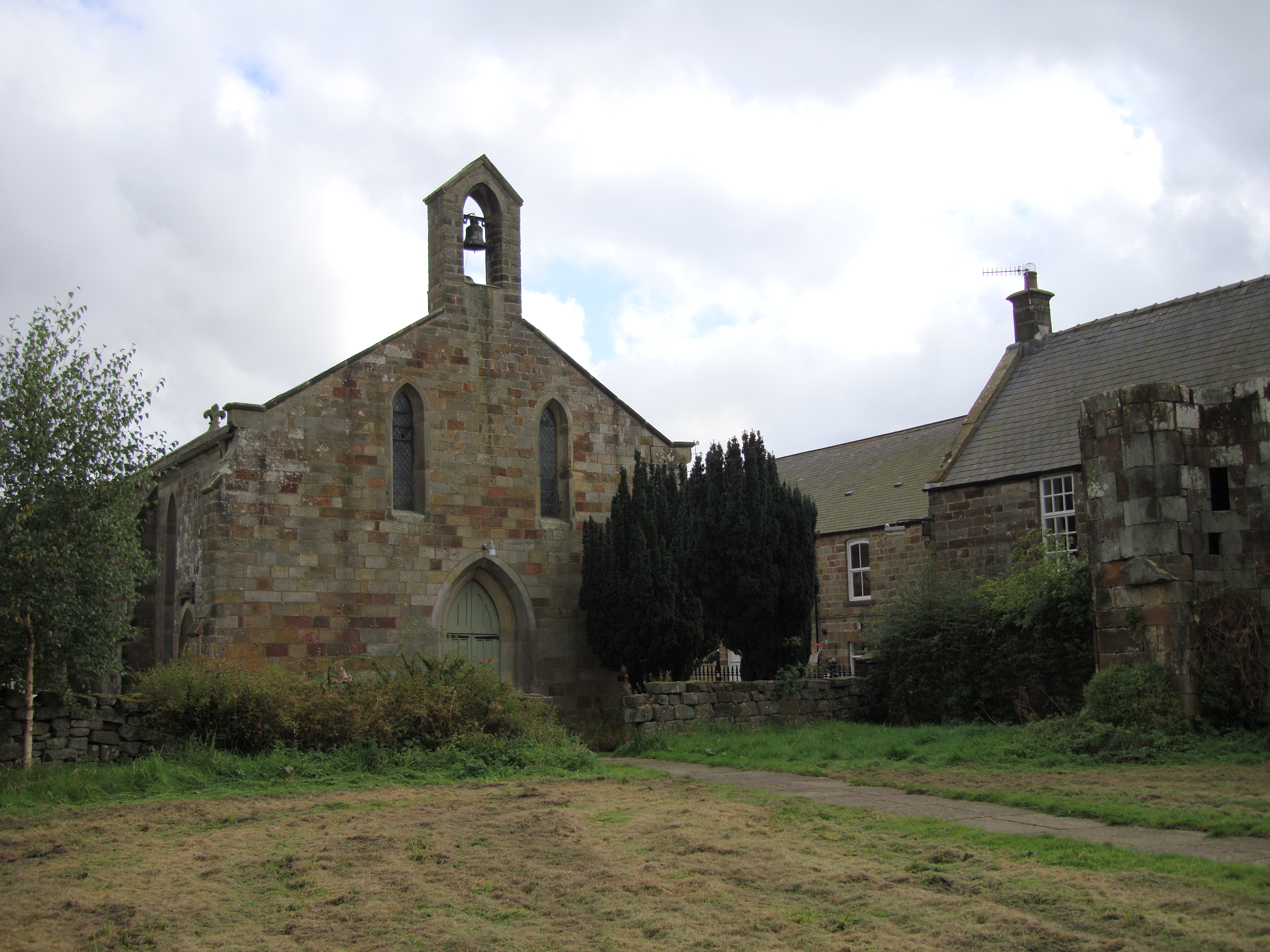
Rosedale Priory

Rosedale Abbey ist ein Dorf in North Yorkshire. Gelegen inmitten der North York Moors in einem besonders unzugänglichen Tal, ist es die einzige größere Menschenansammlung im zentralen Teil des Moors. Im Tal Rosedale befand sich zwischen 1158 und 1536 ein Kloster des Zisterzienserordens, dessen Ruinen noch heute vorhanden sind. 
Erst in der Mitte des 19. Jahrhunderts entstand ein Dorf, als das Rosedale in wenigen Jahren zu einer bedeutenden Förder- und Verarbeitungsstätte von Eisenerz wurde. Der Boom begann im Jahr 1861, als die North Eastern Railway eine Zweiglinie nach Rosedale legte, so dass das Eisenerz in großen Mengen zur Verhüttung weiter nach Teesside gebracht werden konnte. In wenigen Jahren stieg die Einwohnerzahl von 548 im Jahr 1851 auf 2.839 im Jahr 1871. Die Kalzinierung fand vor Ort in großen Brennöfen statt.
Der Boom dauerte bis zur Erschöpfung der Vorräte 1920. Reste der Rosedale-Eisenbahn sind ebenso noch vorhanden wie die Überreste großer Brennöfen aus dieser Zeit.